# Eriopyga venipicta
Eriopyga venipicta är en fjärilsart som beskrevs av William Schaus 1921. Eriopyga venipicta ingår i släktet Eriopyga och familjen nattflyn. Inga underarter finns listade i Catalogue of Life.